# EAS
EAS je forum koji se održava jednom godišnje. U početku ga je sačinjavalo 16 zemalja istočnoazijske regije. Članstvo je prošireno na 18 zemalja 2011. godine na šestom EAS-a kada su se priključili SAD i Rusija. EAS sastanci se održavaju nakon godišnjeg skupa ASEAN čelnika. 
Ideju za osnivanje skupine zemalja istočneazije dao je 1991. godine malezijski premijer Mahathir bin Mohamad.
Odluka da se održi EAS je postignuta tijekom 2004. godine kada su ASEAN-u pridružene tri zemlje Australija, Novi Zeland i Indija. Prvi forum održan je u Kuala Lumpuru u Maleziji 14. prosinca 2005. godine. Održano je ukupno sedam foruma a zadnji je bio 20. studenog 2012. u Phnom Penhu u Kambodži. Forumi su još održani u Filipinima, Singapuru, Tajlandu, Vijetnamu i Indoneziji.

## Članice
| - Australija - Brunej - Kamerun - NR Kina - Indija - Indonezija - Japan - Laos - Malezija | - Mjanmar - Novi Zeland - Filipini - Rusija - Singapur - Južna Koreja - Tajland - SAD - Vijetnam |

## Vanjske poveznice
- ASEAN-Australija razvoj Program suradnje: EAS
- EAS: Pitanja i ishodi  Arhivirana inačica izvorne stranice od 21. ožujka 2006. (Wayback Machine)
- Vijeće EAS-a